# 五斗長垣内遺跡

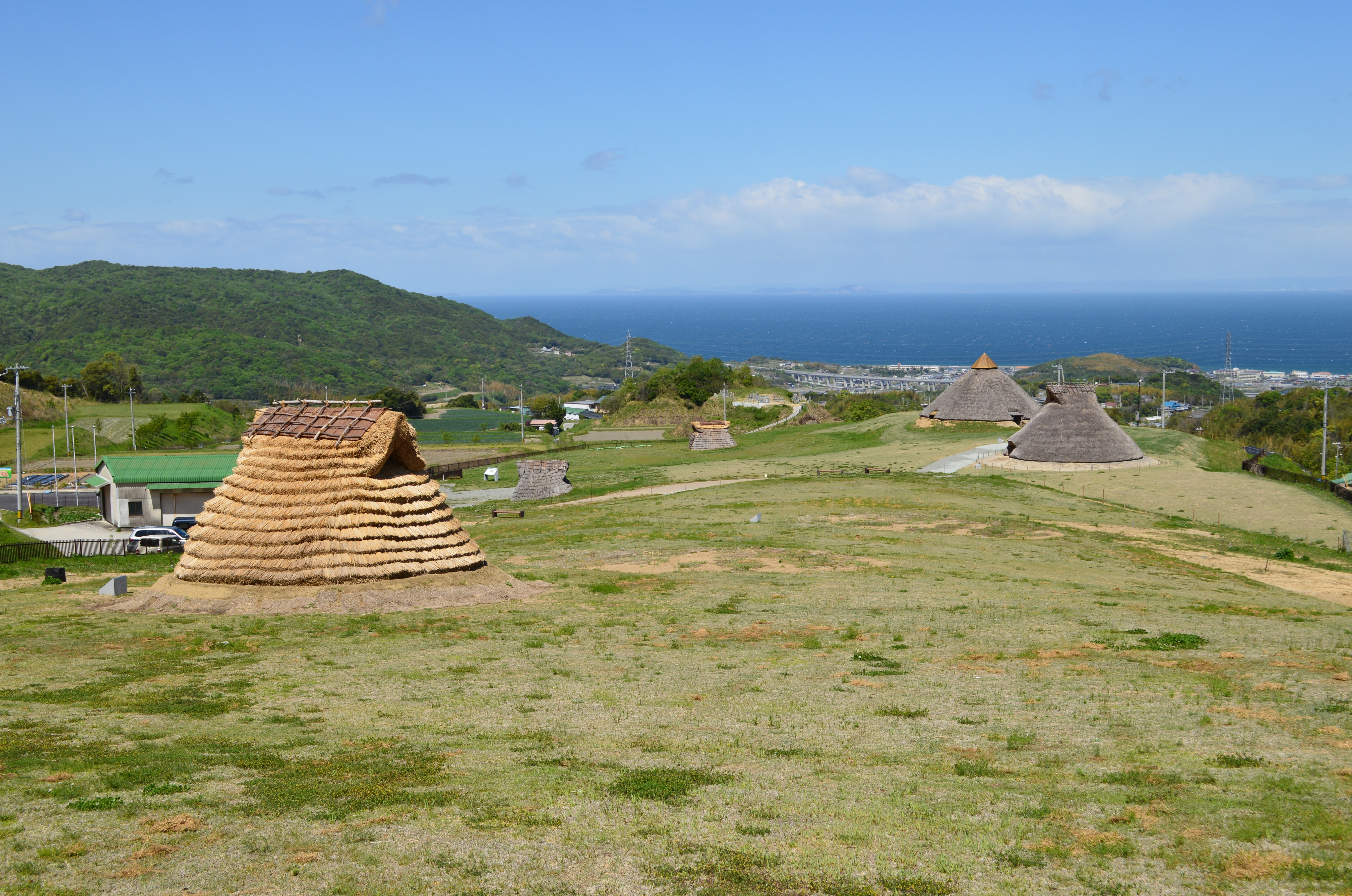
五斗長垣内遺跡 竪穴建物群

五斗長垣内遺跡（ごっさかいといせき）は、兵庫県淡路市黒谷にある弥生時代の遺跡。国の史跡に指定されている。弥生時代後期における日本列島最大規模の鉄器生産集落である。

## 概要
本遺跡は2001年（平成13年）に発見され、2007年（平成19年）から発掘調査が実施された。
遺跡は淡路島の西側海岸線から3キロメートルの距離にある丘陵上に位置している。東西にのびる尾根を中心に、東西500メートル、南北50メートルに広がることが確認されている。現地からは、播磨灘や瀬戸内をい行き交う船を一望でき、その向こうには家島群島の島影や播磨地域を見渡せる。弥生時代後期の1世紀ごろのおよそ150年間にわたり存在したと考えられる。遺跡には鍛冶工房として使われた竪穴建物が復元されている。
弥生時代後期の鉄器生産工房として使われた竪穴建物23軒から成っており、うち12軒から鉄を加工した炉跡の遺構が確認された。また石槌や鉄床石、砥石など、鉄を加工するための石製工具も数多く出土した。1軒の中に10基の鍛冶炉がある建物も発見され、これまで発見された弥生時代の鉄器生産遺跡としては、最大規模であった。住居として使われた竪穴建物は少なく、鉄器製作に特化した特異な遺跡である事が分かった。

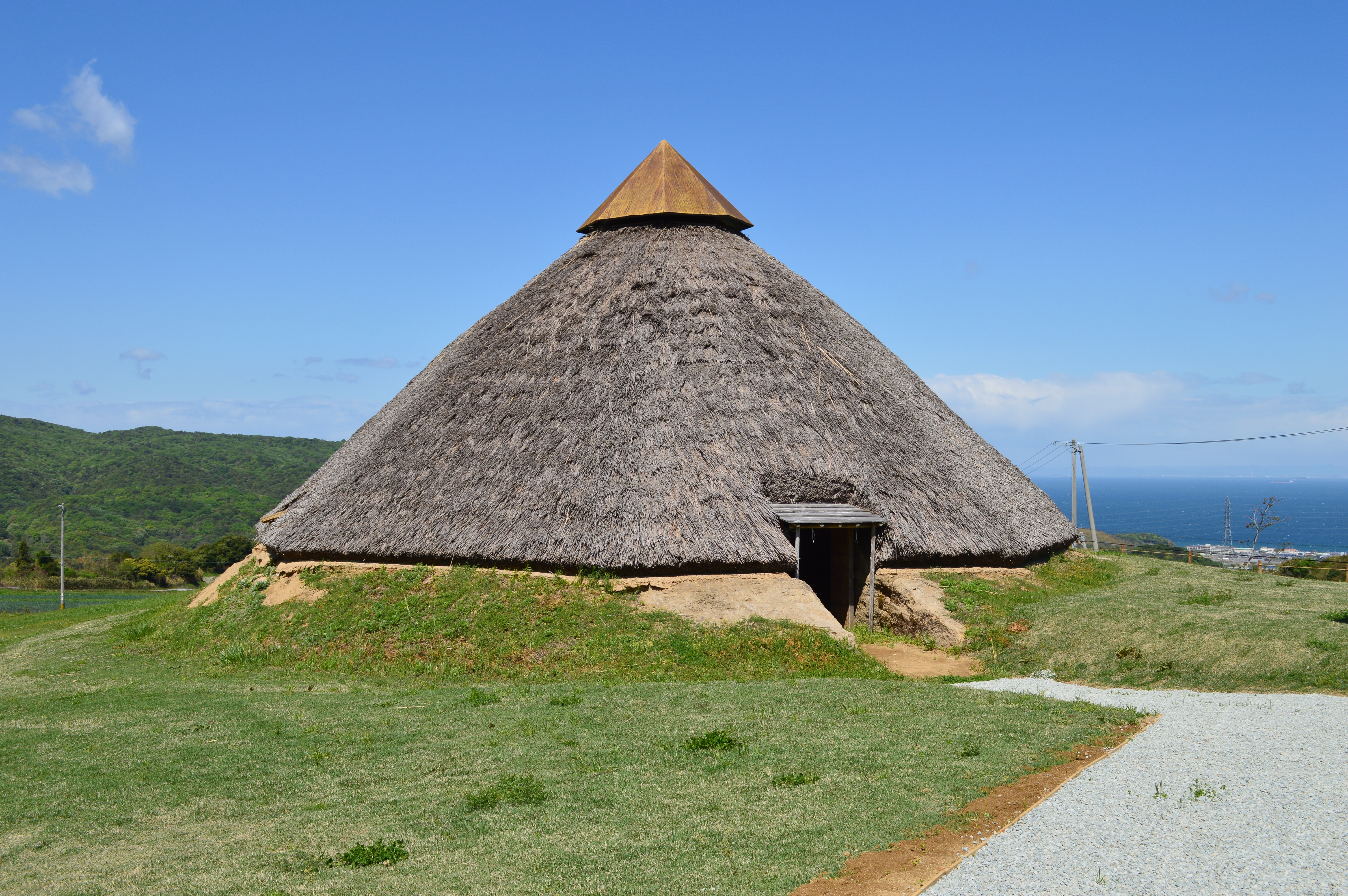
ごっさ鉄器工房（鍛冶作業実験棟）

## 史跡公園
平成31年に史跡公園がオープンした。公園内には、遺跡内で最大直径10.5メートルの大型竪穴建物跡を復元した「ごっさ鉄器工房」や、複数の復元鍛冶工房建物が復元されている。

## 五斗長垣内遺跡活用拠点施設
史跡公園に隣接する建物では、遺跡に関するDVDや鉄器のレプリカなどが見学できる。トイレあり。

## まるごキッチン
五斗長垣内遺跡活用拠点施設内にある「まるごキッチン」では、土日限定で11時から14時まで地元野菜を使ったランチやカレーなどが食べられる。

## 文化財

### 国の史跡
- 五斗長垣内遺跡 - 2012年（平成24年）9月19日指定[2]。

## アクセス
自家用車
- 北淡インターチェンジから約10分

バス
- 淡路市生活観光バス路線11（南部観光周遊回り）系統 五斗長垣内遺跡前下車